# 고한월어
고한월어(古漢越語), 혹은 고한월음(古漢越音)은 한자가 월남에 대량으로 들어오기 이전에 안남에 스며든 한자음을 이른다. 이 시기는 당나라 중기 이전, 특히 한나라 때 월남이 속국이었을 때를 말한다. 당나라 때 들어온 한월어와는 구분되며, 고한월음은 한월음의 음운체계와 부합하지 않는다. 고한월어는 육조 시대 중국어의 특색을 많이 보존하고 있으며, 일본 오음(日本吳音)과 유사하다.
한국 한자음에 비슷한 것으로는 상고 중국어에서 유입된 붓(筆)이나 먹(墨) 등을 들 수 있겠다. 다만 한자 규범의식이 탈락하여 한자로 표기되지 않는 이러한 한자음과는 다르게 고한월어는 쯔놈으로 적을 시 본디의 글자로 적히기도 하였다.

## 예
| 한자    | 훈·음   | 고한월음 | 한월음 |
| ------- | ------- | -------- | ------ |
| 飛      | 날 비   | bay      | phi    |
| 帆      | 돛 범   | buồm     | phàm   |
| 房      | 방 방   | buồng    | phòng  |
| 剣 / 剑 | 칼 검   | gươm     | kiếm   |
| 鏡      | 거울 경 | gương    | kính   |

## 참고 문헌
王力(1948)，漢越語研究，嶺南學報第九卷第一期

## 같이 보기
- 한월어